# Artemev (månkrater)
Artemev är en nedslagskrater på månens baksida. 
Kratern är uppkallad efter den sovjetiske raketingenjören, Vladimir Artemjev (1885-1962). Kratern fick sitt namn officiellt tilldelat av den Internationella astronomiska unionen (IAU) år 1970.  

## Omgivning
Kratern Tsander ligger sydväst om Artemev. Längre mot sydöst ligger den enorma kratern Hertzprung.

## Satellitkratrar
De kratrar som kallas satelliter är små kratrar som ligger i eller nära huvudkratern. De bildas vanligtvis oberoende av huvudkratern, men de ges samma namn som denna med tillägg av en stor bokstav. På månkartor är dessa objekt genom konvention identifierade genom att placera ut bokstaven på den sida av kraterns mittpunkt som är närmast huvudkratern.
Artemʹev har följande satellitkratrar:
| Artemev | Latitud | Longitud | Diameter |
| ------- | ------- | -------- | -------- |
| G       | 10,3° N | 142,8° V | 60 km    |
| N       | 8,3° N  | 143,3° V | 30 km    |

### Fotnoter
1. 1 2  NASA. ”Moon nomenclature - Crater” (på engelska). på http://lunar.arc.nasa.gov/ The Lunar Prospector Website, NASA Ames Research Center. Arkiverad från originalet den 5 juli 2009. https://web.archive.org/web/20090705213229/http://lunar.arc.nasa.gov/printerready/science/geography_items/carters/craters_a.html. Läst 17 maj 2009.
2. 1 2 3 4  Deskriptiva data om månekratrar på USA:s geologiska instituts webbplats. (Klicka på det relevanta namnet): USGS och IAU (2009). ”Gazetteer of Planetary Nomenclature - Moon Nomenclature: Crater, craters” (på engelska). från http://planetarynames.wr.usgs.gov/ Astrogeology Research Program, U.S. Geological survey. Arkiverad från originalet den 7 mars 2010. https://web.archive.org/web/20100307113446/http://planetarynames.wr.usgs.gov/jsp/FeatureTypesData2.jsp?systemID=3&bodyID=11&typeID=9&system=Earth&body=Moon&type=Crater,%20craters&sort=AName&show=Fname&show=Lat&show=Long&show=Diam&show=Stat&show=Orig. Läst 17 maj 2009.
3. 1 2  Lista över officiella namn på månkratrar från en tysk astronomihemsida : ”Krater mit individuellem Namen” (på tyska). från http://www.astrolink.de/. http://www.astrolink.de/p012/p01204/p01204090000a.htm.
4. ↑  I allmänhet tilldelade IAU de officiella namnen till kratrarna på månens framsida år 1935, till kratrarna på månens baksida år 1970, och slutligen har vissa mindre kratrar (som tidigare ansågs vara satellitkratrar) fått nya namn från 1973 och framåt. Se :
  - (engelska) USA:s geologiska undersökning: ”Gazetteer of Planetary Nomenclature - History of Planetary Nomenclature”. från http://planetarynames.wr.usgs.gov/ Astrogeology Research Program, U.S. Geological Survey. http://planetarynames.wr.usgs.gov/history.html.
  - (franska) Mario Tessier (12 maj 1998). ”La cartographie lunaire: des origines au XXeme siècle (Månens kartografi: Från begynnelsen till det 20:e århundradet)”. från http://pages.infinit.net/noxoculi/ Nox Oculis. Arkiverad från originalet den 5 december 2008. https://web.archive.org/web/20081205073741/http://pages.infinit.net/noxoculi/lune3.html. Läst 15 augusti 2009.
5. ↑  ”Digital Lunar Orbiter Photographic Atlas of the Moon - Photo Number V-030-H3”. LPI-månatlas. http://www.lpi.usra.edu/resources/lunar_orbiter/bin/info.shtml?628. Läst 31 oktober 2011.
6. ↑  Fullständig nomenklatur för månkratrarna : Jonathan McDowell (12 maj 2004). ”Lunar Craters” (på engelska). från http://host.planet4589.org/astro/lunar/ Lunar Nomenclature. Arkiverad från originalet den 23 februari 2011. http://archive.wikiwix.com/cache/20110223201438/http://host.planet4589.org/astro/lunar/Craters. Läst 15 augusti 2009.
7. ↑  Ben Bussey, Paul Spudis (2004) (på engelska). The Clementine Atlas of the Moon. Cambridge University Press. ISBN 0-521-81528-2
8. ↑  Ben Bussey, Paul Spudis (2004). The Clementine Atlas of the Moon. New York: Cambridge University Press. sid. 292. ISBN 0-521-81528-2